# Krzysztof Staniecki
Krzysztof Staniecki (ur. 20 listopada 1934 w Horodence, zm. 9 marca 2003 w Opolu) – ksiądz katolicki, trirytualista, mitrat, doktor teologii, proboszcz greckokatolickiej parafii Trójcy Świętej w
Gliwicach w latach 1976–2003, rektor ormiańskokatolickiego kościoła Trójcy Świętej w Gliwicach w latach 1977–1985

## Życiorys
Urodził się w Horodence. W młodości był ministrantem. Po II wojnie światowej wraz z rodziną znalazł się na Śląsku.
Po ukończeniu szkoły średniej wstąpił do seminarium duchownego w Nysie. 22 czerwca 1958 roku przyjął w Opolu święcenia kapłańskie z rąk biskupa Franciszka Jopa w obrządku łacińskim. Następnie kontynuował naukę na Katolickim Uniwersytecie Lubelskim.
Po studiach wykładał teologię dogmatyczną w seminariach duchownych w Nysie i w Opolu. Od 1970 roku pracował w Gliwicach jako kapelan Sióstr Notre Dame. W tym samym czasie został opiekunem wiernych greckokatolickich przy rzymskokatolickiej parafii Wszystkich Świętych w Gliwicach. Został birytualistą sprawując msze w obrządkach łacińskim i bizantyjsko-ukraińskim.
W 1973 roku po śmierci księdza Kazimierza Romaszkana zaopiekował się wspólnotą ormiańską w Gliwicach. Został wówczas jedynym w kraju trirytualistą. W latach 1977–1985 pełnił funkcję rektora kościoła Trójcy Świętej w Gliwicach. W 1976 roku został mianowany proboszczem parafii obrządku bizantyjsko-ukraińskiego w Gliwicach.
Do końca życia opiekował się gliwicką grupą grekokatolików sprawując msze w obrządku bizantyjsko-ukraińskim w kaplicy św. Jadwigi w Gliwicach. W latach 90. XX wieku wspomagał odrodzenie Ukraińskiego Kościoła Greckokatolickiego na Ukrainie. Wykładał w greckokatolickiej Akademii Duchownej we Lwowie i w Instytucie Teologiczno-Katechetycznym w Iwano-Frankiwsku. Ostatnie miesiące życia mieszkał w domu księży emerytów w Opolu.
Pochowany został w Raciborzu.